# Таїр Салахов
Таїр Теймурович Салахов (азерб. Tahir Teymur oğlu Salahov; 29 листопада 1928, Баку, СРСР — 21 травня 2021, Берлін, Німеччина) — радянський, азербайджанський і російський живописець, театральний художник, педагог, професор. Член Президії Академії мистецтв СРСР з 1979 року, віцепрезидент Російської академії мистецтв з 1997 року.
Академік Академії мистецтв СРСР (1975; член-кореспондент 1966). Герой Соціалістичної Праці (1989). Народний художник СРСР (1973). Народний художник Російської Федерації (1996). Лауреат Державної премії СРСР (1968) і Державної премії Російської Федерації (2012). Член КПРС з 1964 року.
Депутат Верховної Ради СРСР 7-8-го скликань (1966—1974). Депутат Верховної Ради Азербайджанської РСР (1963—1967). Член ЦК КПРС у 1990—1991 рр.

## Біографія
Таїр Салахов народився 29 листопада 1928 року в Баку в сім'ї партійного працівника Теймура Салахова (нар. 1898) і його дружини Сони (нар. 1901). Його батька заарештували в 1937 році і розстріляли, але лише в 1956 році з нього були зняті звинувачення за «відсутністю складу злочину». В інтерв'ю газеті «Коммерсантъ» Таїр Салахов розповів:
|  | "Батька арештовано 29 вересня 1937 року, я добре це пам'ятаю, мені було дев'ять років. Він був першим секретарем Лачинського райкому Компартії. 4 липня 1938 року після засідань трійки - у мене є батьківська справа, там чотири статті важкі проти нього - його засудили до вищої міри і привели у виконання. Ми дізналися про це тільки в 1956 році, коли його реабілітували. Все це наклало відбиток на нас, п'ятьох дітей. Ми не вірили, що наш батько щось зробив, ми хотіли відродити добре ім'я батька і матері". |

Він також згадував:

«І наша мати нас, п'ятьох дітей, виростила одна. За двадцять років до нашого будинку не зайшла жодна людина, всі боялися: це ж була сім'я ворога народу. Нам не подавали руки, ми, діти, виросли в певній ізоляції. Але пам'ятаю, як батько клав карбованець під срібну чорнильницю і говорив: „Ну, хто сьогодні найкраще намалює Чапаєва?“. Він засипав, а ми намагалися. Ці конкурси, мабуть, і зробили з нас художників. У мене є картина — портрет матері. Мати у мене на тлі агави — і це не листя агави, це ми, її діти!..»

У 1950 році Салахов закінчив Азербайджанське художнє училище імені А. Азімзаде, але факт «син ворога народу» в біографії завадила йому вступити до Інституту живопису, скульптури і архітектури ім. І. Ю. Рєпіна Академії мистецтв СРСР. Незважаючи на це, у 1957 році він закінчив МДАХІ імені В. І. Сурікова (майстерня П. Д. Покаржевского) за спеціальністю художник-живописець.
У період з 1963 по 1974 рік Таїр Слухав викладав в Азербайджанському державному інституті мистецтв імені М. А. Алієва (спочатку доцент, з 1973 року — професор), а з 1975 року — в Московському художньому інституті імені В. І. Сурікова.
Вже перші роботи Салахова, створені під час навчання в училищі і в інституті («Хвилі», «Естакада» (1955), дипломна робота в Суриковському інституті «З вахти» (1957)), привернули увагу глядачів і фахівців. Незабаром він став одним з найбільш видатних радянських художників періоду «відлиги» і одним з основоположників і лідерів так званого «суворого стилю» живопису, який був викликом поміркованому реалізму сталінського часу.
Чільне місце в творчості художника займає цикл творів про нафтовиків Азербайджану. У числі найбільш відомих робіт Салахова картини «Ранковий ешелон» (1958), «Ремонтники» (1960), «Над Каспієм» (1961), «Жінки Апшерона» (1967), «Ранок на Каспії» (1986) та ін.
Великий успіх мала і портретна галерея Салахова, в тому числі і такі роботи, як «Айдан» (1967), портрети матері, «Портрет Дана» (1983), а також галерея образів діячів культури, зокрема портрети:
- композиторів Дмитра Шостаковича, Кара Караєва, Фікрета. Амірова,
- художника Мстислава Раушенберга,
- актора Максиміліана Шелла,
- письменників Мірзи Алекпера Сабіра, Расула Рзи, Германа Гессе, Максуда Ібрагімбекова,
- віолончеліста Мстислава Ростроповича та ін.

Салахов також отримав визнання за свої натюрморти і пейзажі Апшерона, декорації до вистав, роботи, виконані в США, Італії, Мексиці («Мексиканська корида»; 1969) та інших країнах.
Твори Салахова представлені у найбільших музеях України, Росії, Азербайджану та інших держав колишнього СРСР, зберігаються в багатьох музейних і приватних зібраннях світу. З 1950-х років він є постійним учасником великих республіканських, Всесоюзних та міжнародних художніх оглядів. Його персональні виставки неодноразово проводилися в Баку та Москві, а також у багатьох країнах світу.
Таїр Салахов брав участь у реставраційних роботах у храмі Христа Спасителя, працюючи в художній раді Російської академії мистецтв, яка керувала цим процесом. Важливі розписи в храмі виконали учні Т. Салахова. Завдяки зусиллям Салахова в Росії відбулися виставки таких відомих зарубіжних художників, як Френсіс Бекон, Гюнтер Юккер, Джеймс Розенквіст, Роберт Раушенберг, Янніс Кунелліс, Руфіно Тамайо та інших.

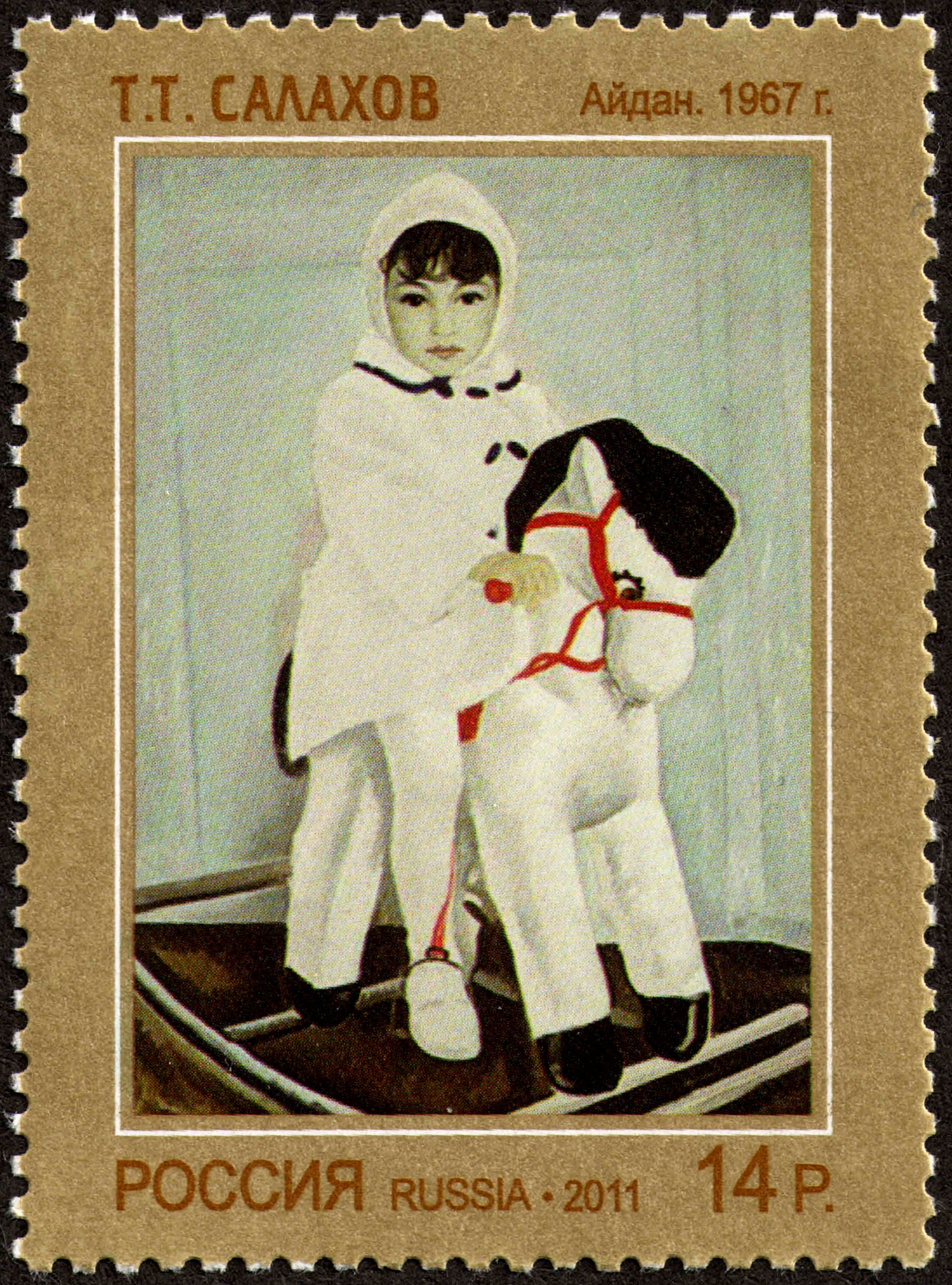
Картина Таїра Салахова «Айдан» 1967 року на поштовій марці Росії, 2011 р.

Таїр Салахов працював відповідальним секретарем Спілки художників Азербайджану (1960—1961).
У 1984—1992 роках працював завідувачем кафедрою живопису і композиції МДАХі імені В. І. Сурікова, виховав цілу плеяду відомих художників. Обіймав посаду першого секретаря правління Спілки художників СРСР (1973—1992).
З 1979 року по теперішній час є академіком-секретарем відділення живопису та членом президії Російської академії мистецтв (до травня 1992 року — Академії мистецтв СРСР); у 1997 році обраний віце-президентом РАХ.
З 1992 року — Віце-президент Міжнародної федерації художників (IFA).

## Родина
- Рідна сестра — Заріфа Салахова — заслужений працівник культури Азербайджану, творець і засновник Бакинського музею мініатюрних книг.
- Перша дружина — Ванцетта Мухітдинівна Ханум, художник, донька Народної артистки СРСР Тамари Ханум.
  - Лара Таїровна Салахова (нар.. 1949) — дочка.
  - Алагез Таїрівна Салахова (нар.. 1953) — дочка, колишня дружина Костянтина Райкіна.
  - Айдан Таїрівна Салахова (нар.. 1964) — дочка, художник, академік РАХ.
    - Кайхан Салахов (нар.. 1993) — онук, художник, архітектор, скульптор.
- Друга дружина — Варвара Олександрівна Салахова, солістка Державного ансамблю Ігоря Моїсеєва.
  - Іван Таїрович Салахов (нар.. 1977) — син, реставратор живопису, працює в Державній Третьяковській галереї Росії.

## Роботи у зібраннях

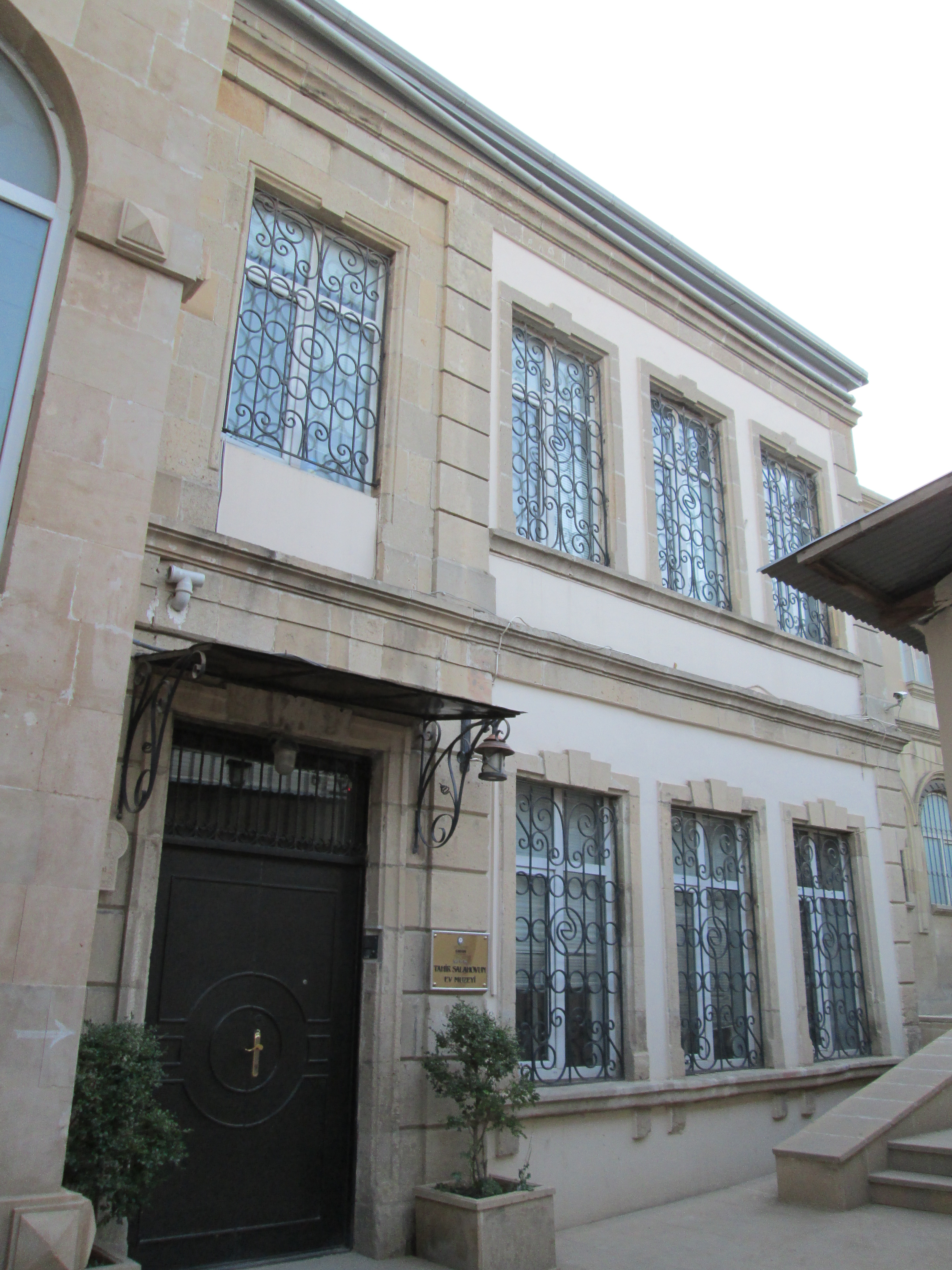
Будинок-музей Таїра Салахова в Баку

- Державна Третьяковській галерея, Москва.
- Державний Російський музей, Санкт-Петербург.
- Інститут російського реалістичного мистецтва, Москва.
- Московський музей сучасного мистецтва, Москва.
- Державний музей мистецтва народів Сходу, Москва.
- Музей актуального мистецтва ART4.RU, Москва.
- Національний музей мистецтв Азербайджану, Баку, Азербайджан.
- Музей російського мистецтва, Тайвань.

## Деякі виставки
- 2009 — «Таїр Салахов. Живопис. Графіка». Фонд культури «Катерина», Москва.
- 2008 — «Тобі, людство!». Айдан галерея, Москва.
- 2016 — «Сонце в зеніті». Державна Третьяковська галерея, Москва.

## Нагороди

### Звання
- Герой Соціалістичної Праці (24 лютого 1989 року) — за великі заслуги в розвитку радянського образотворчого мистецтва і плідну громадську діяльність[14]
- Народний художник СРСР (28 квітня 1973 року) — за великі досягнення у розвитку радянського образотворчого мистецтва[15]
- Народний артист Азербайджанської РСР (1963)
- Заслужений діяч мистецтв Азербайджанської РСР (1960)
- Народний художник Російської Федерації (2 травня 1996 року) — за великі заслуги в галузі мистецтва[16]

### Ордени та медалі
СРСР:
- Орден Леніна (24 лютого 1989 року) — за великі заслуги в розвитку радянського образотворчого мистецтва і плідну громадську діяльність
- Орден Жовтневої Революції (23 березня 1976 року) — за заслуги в розвитку радянської науки, народної освіти, культури, поліпшення обслуговування населення та досягнуті успіхи у виконанні завдань дев'ятої п'ятирічки[17]
- Орден Трудового Червоного Прапора (2 липня 1971 року) — за великі успіхи, досягнуті у виконанні завдань п'ятирічного плану[18]
- Орден Дружби народів (1981)[9]
- Медаль «За трудову відзнаку» (9 червня 1959 року) — за видатні заслуги в розвитку азербайджанського мистецтва і літератури і в зв'язку з декадою азербайджанського мистецтва і літератури в м. Москві[19]

Росії:
- Орден «За заслуги перед Вітчизною» II ступеня (13 грудня 2003 року) — за видатні заслуги в галузі образотворчого мистецтва[20]
- Орден «За заслуги перед Вітчизною» III ступеня (28 листопада 1998 року) — за великий особистий внесок у розвиток образотворчого мистецтва[21]
- Орден Дружби (29 січня 2016 року) — за заслуги в розвитку вітчизняної культури і мистецтва, багаторічну плідну діяльність[22]

Азербайджану:
- Орден «Гейдар Алієв» (27 листопада 2008 року) — за виняткові заслуги в розвитку азербайджанської культури[23][24]
- Орден «Незалежність» (28 листопада 1998 року) — за великі заслуги в розвитку азербайджанської культури[25]
- Орден «Праця» I ступеня (28 листопада 2018 року) — за особливі заслуги в розвитку азербайджанської образотворчого мистецтва[26]

Інших держав:
- Орден Кирила і Мефодія I ступеня (Болгарія, 1979)[9]
- Офіцер Ордена Мистецтв і літератури (Франція, 12 травня 2009), за особливі заслуги у розвитку культурних зв'язків між Азербайджаном і Францією[27]
- Офіцер ордена Почесного легіону (Франція, 2015)[28]

### Премії
- Державна премія СРСР в галузі літератури, мистецтва і архітектури 1968 року (5 листопада 1968 року) — за картини: «Ремонтники», «Портрет композитора Кара-Караєва», «Біля Каспію»[29]
- Державна премія Російської Федерації (7 червня 2013 року) — за внесок у розвиток вітчизняного образотворчого мистецтва[30]
- Державна премія Азербайджанської РСР імені Мірзи Фаталі Ахундова (1965) — за художнє оформлення вистави «Антоній і Клеопатра» В. Шекспіра на сцені Азербайджанського ДДТ імені М. Азізбекова
- Державна премія Азербайджанської РСР (1970) — за картину «Нове море»
- Премія Гейдара Алієва Азербайджанської Республіки (6 травня 2015 року) — за виняткові заслуги в розвитку азербайджанської культури і гідний внесок в світову скарбницю образотворчого мистецтва[31]
- Перша премія Міжнародної виставки Трієнале реалістичного живопису в Софії (Болгарія, 1979)[9]
- Срібна медаль Академії мистецтв СРСР (1960)[10]

## Цитати
Таїр — багатство Азербайджану, та й не лише Азербайджану, ще й Росії.
— Зураб Церетелі

Салахов — це геній, він залишиться в історії. Хоча він не писав мого портрета, але я його поважаю. Я відчуваю в його роботах деякий реалізм, він в своїх роботах успішно поєднує чорні і білі кольори. Як ви знаєте, чорний колір — це колір галантності. Бажаю моєму другові міцного здоров'я і сімейного щастя
— П'єр Карден

### Відеоматеріали
- «Таїр Слухав. Художник світу» (2003) [Архівовано 17 червня 2020 у Wayback Machine.] — документальний фільм телеканалу «Культура»